# Pothyne rufovittata
Pothyne rufovittata är en skalbaggsart som beskrevs av Stefan von Breuning 1943. Pothyne rufovittata ingår i släktet Pothyne och familjen långhorningar. Inga underarter finns listade i Catalogue of Life.